# Clostridium alkalicellulosi
Clostridium alkalicellulosi (Zhilina et al., 2006) è una specie di batterio appartenente alla famiglia delle Clostridiaceae.